# Amphipoea rufescens-albo
Amphipoea rufescens-albo är en fjärilsart som beskrevs av Burrows. Amphipoea rufescens-albo ingår i släktet Amphipoea och familjen nattflyn. Inga underarter finns listade i Catalogue of Life.